# Peganum harmala
Peganum harmala là một loài thực vật có hoa trong họ Nitrariaceae. Loài này được L. mô tả khoa học đầu tiên năm 1753.

## Hình ảnh

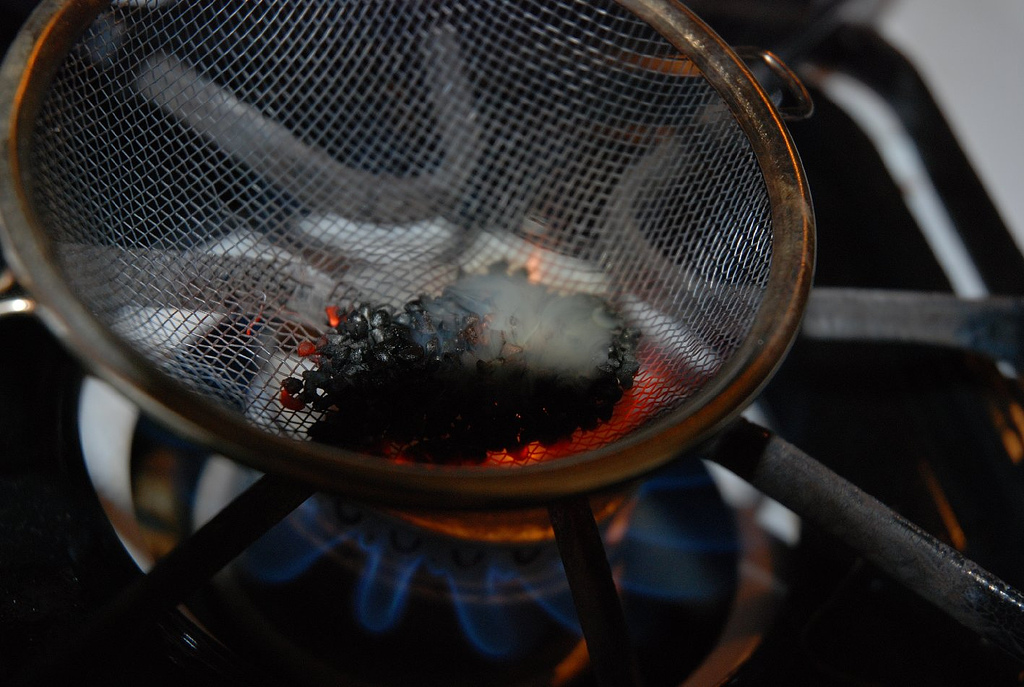
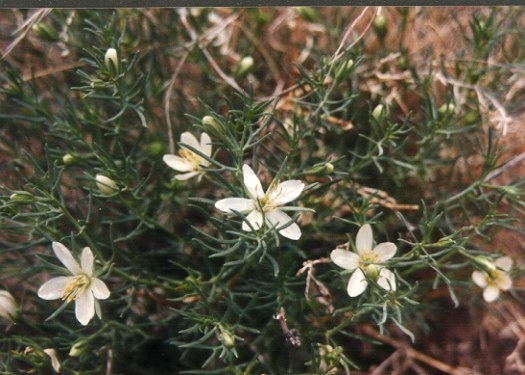
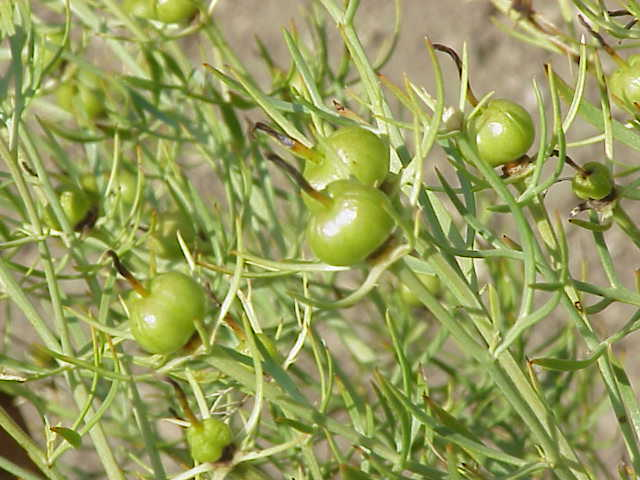
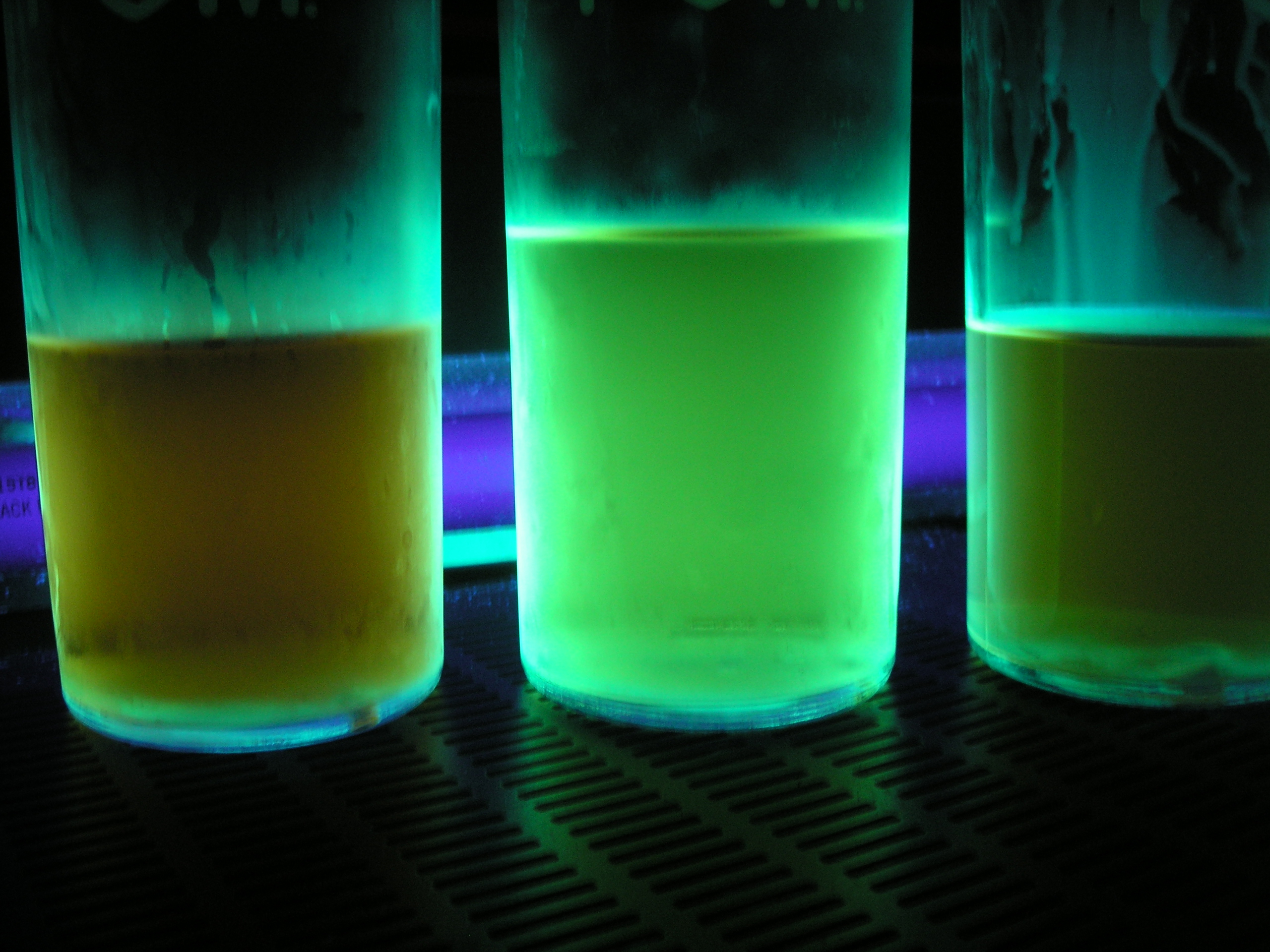
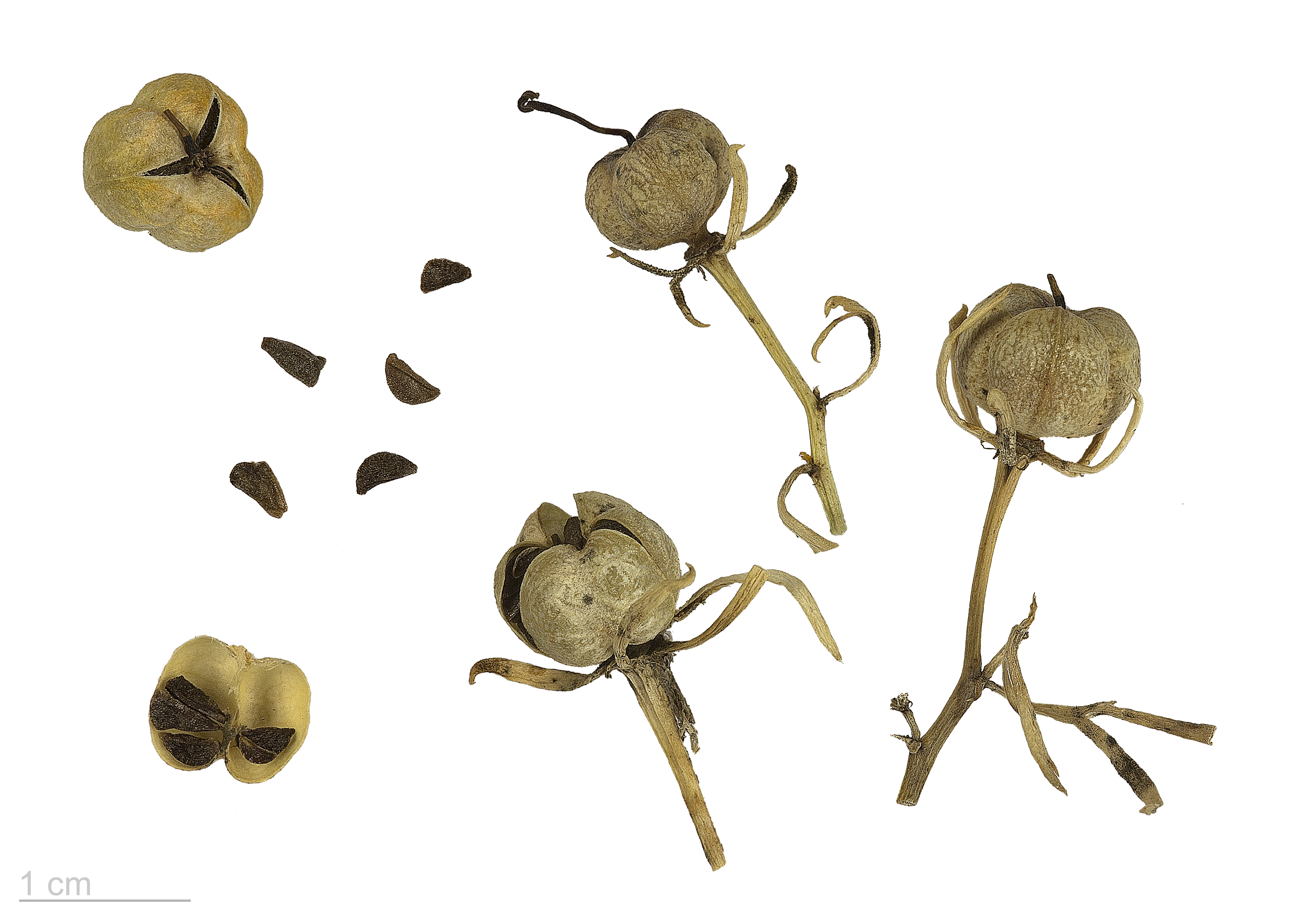
Peganum harmala - Museum specimen